# 전숙 (전한)
전숙(田叔, ? ~ ?)은 진 말 ~ 전한 초의 정치가로 자는 소경(少卿)이다.

## 생애
조나라 형성현(현 취워현) 출신으로 제나라 왕족의 후손이다. 도교의 한 파인 황로도(黃老道, zh)를 좋아하고 검술에 능한 인물이기도 했다. 조왕 장오를 섬겨 낭중(郎中)이 되었으나, 장오의 모반 혐의 사건이 일어나 조왕이 체포되고 고제가 조왕을 따르는 자는 삼족을 멸하겠다고 해 맹서 등 고작 10여 명과 함께 조왕을 따라 압송됐다. 사건은 조사 결과 조나라 재상 관고와 조오 등의 황제 암살 계획이 있었고 조왕은 관여하지 않았음이 드러났고, 자신 등 장오를 수행한 사람들이 장오의 추천을 받았으며 고제가 이들을 모두 높이 평가해 각지의 태수나 왕국의 승상으로 삼으면서 한중군 태수로 임용되었다.
이후 문제 때 벼슬을 그만두었고 경제 때 양효왕 유무가 원앙을 암살한 사건의 조사관에 임명되었다. 양나라에 다녀와서는 철저히 조사하면 양효왕을 주살해야 하고 양효왕이 주살되면 양효왕을 사랑하는 태후 효문황후의 마음을 상하게 할 것이므로 조사를 유야무야 넘어가자고 했다. 경제는 이 말을 현명하게 여기고 노나라의 재상으로 삼았다. 부임하자 백성들이 당시 왕인 노공왕이 자신들의 재물을 빼앗았음을 소송했다. 이들을 오히려 벌하고 감히 왕을 소송한다고 꾸짖으니 노공왕이 부끄럽게 여겨 부중의 재물을 꺼내 자신에게 주어 배상하게 했다. 그러나 왕이 직접 물어내야 한다고 해 노공왕이 직접 배상했다. 노공왕이 사냥을 좋아하자 항상 수행하니 노공왕은 사냥을 오래 다니는 일을 줄였다.
노상 재임 중에 죽었다. 아들로 전인이 있다.